# 繊維ニュース
繊維ニュース（せんいニュース）は、1950年（昭和25年）創刊の日刊繊維・ファッション専門紙。紡績や合成繊維メーカーなどの素材メーカー、総合・専門商社、繊維産地からアパレル、小売業まで繊維産業全体の情報を扱う。発行元は、ダイセン株式会社（2005年10月、大阪繊維研究社より社名変更）。
財団法人日本繊維経済研究所の関西総局が発行した「繊研相場速報」が前身。1954年（昭和29年）「大阪繊研速報」と改題し、1992年（平成4年）に現題に改題した。発行部数は公称6万8000部。

## 概要
創刊当初から綿糸の相場情報を中心に扱ってきた関係で綿紡績を中心とした素材メーカーやそれを扱う商社、繊維産地の情報は充実している。とくに岡山県や広島県を中心とした三備産地のデニムやユニフォーム、学生服、兵庫県西脇市を中心とした播州の播州織、滋賀県高島市の綿クレープ、静岡県浜松市を中心にした遠州の綿織物・短繊維染色、大阪南部や愛媛県今治市などのタオルの情報は、頻繁に紙面に載る。
また、日本の繊維産業が輸出全盛だった頃より、輸出促進媒体としての色彩が強く、現在でも繊維製品の輸出入に関する情報や、東南アジアなど海外の繊維事情についての報道は充実している。
2003年（平成15年）には上海にオフィスを開設、2006年（平成18年）10月に上海オフィスを上海支局に改称し、上海に駐在員を置きながら、など中国の繊維産業や日本企業の中国ビジネスに関する情報にも力を入れる。
名物コラム「ごえんぼう」は、繊維産業関係者に愛読者が多い。
本社は大阪市中央区備後町にあり、東京支社、東海支局（静岡県浜松市）、北陸支局（福井県福井市）、上海支局を置く。また、2009年（平成21年）5月には中国支局（岡山県岡山市）、7月には中部支局（愛知県名古屋市）を置き、地元密着の取材活動を強めている。読売新聞の販売網と提携しているため、購読者には読売新聞販売店から宅配される。
2016年（平成28年）12月には中国支局を中国・四国支社、中部支局を北陸支局と統合した上で中部・北陸支社に格上げし、より地域に密着した取材活動を進めている